# Heber Jentzsch
Heber Jentzsch, född 1935 i Salt Lake City, är ordförande för Scientologikyrkan (Church of Scientology International) sedan 1982. 
David Miscavige, ledare för Religious Technology Center brukar ses som Scientologikyrkans verkliga ledare. Jentzsch har inte synts offentligt sedan 2004.
Han var mormon under uppväxten och blev scientolog 1967. Under 1970-talet var han PR-chef för Guardian's Office och därigenom en av Scientologikyrkans ledande presstalesmän. 
1988 var Jentzsch en av 70 scientologer som arresterades i Spanien, misstänkta för en rad olika brott. Anklagelserna släpptes 2002.